# Jerzy Vaulin
Jerzy Vaulin, ps. wojsk. „Mar”, „Warszawiak”, „Bronek”; ps. oper. „Moskit”, „Mewa”; ps. artyst.Jerzy Wolen (ur. 9 czerwca 1926 w Warszawie, zm. 11 marca 2015 tamże) – polski reżyser dokumentalista, żołnierz Armii Krajowej, po II wojnie światowej agent UBP wewnątrz podziemia antykomunistycznego.

## Życiorys
W okresie II wojny światowej był żołnierzem Armii Krajowej, od 1943 w Kedywie na Rzeszowszczyźnie, członek oddziału OP-11 dowodzonego przez Józefa Czuchrę ps. „Orski”, a następnie oddziału Władysława Barana ps. „Bekas”. Brał udział w akcjach zbrojnych przeciwko Niemcom (m.in. wspólnie z Janem Malinowskim „Rolskim” w zamachu na szefa niemieckiej żandarmerii w Dukli, Paula Diebala w czerwcu 1944). Był ciężko ranny, po wyleczeniu wyjechał do Wrocławia. W roku 1946 zapisał się na studia na Politechnikę Wrocławską, w tym samym roku został aresztowany przez KM MO. W lecie 1946 podjął współpracę z UB. Według dokumentów IPN został zwerbowany przez Wydział V WUBP Wrocław, w tym zakresie używając pseudonimów „Mewa” i „Moskit”. Powrócił na Rzeszowszczyznę jako agent, a następnie nawiązał współpracę z oddziałem Narodowych Sił Zbrojnych, dowodzonym przez kpt. Antoniego Żubryda ps. „Zuch”. Był jednym z najbardziej zaufanych podkomendnych Żubryda. W ten sposób bez problemu mógł zbliżyć się na tyle, by 24 października 1946 strzałami w tył głowy dokonać morderstwa Antoniego Żubryda, a następnie zabić jego będącą w zaawansowanej ciąży żonę, Janinę z d. Praczyńską ps. „Janek”. Mocodawcą i wydającym mu polecenia był oficer UB, Władysław Pożoga.
Po tej akcji powrócił do Wrocławia, gdzie kontynuował przerwane studia. W kilka lat później ukończył również Akademię Nauk Politycznych w Warszawie oraz PWSTiF w Łodzi. Był dziennikarzem gazet „Po prostu”, „Sztandaru Młodych”, „Trybuny Dolnośląskiej” i „Głosu Pracy”. W wytwórni filmowej Czołówka zrealizował ponad 20 filmów. Za swoje filmy był wielokrotnie nagradzany przez Ministra Obrony Narodowej. Za morderstwa popełnione jako tajny współpracownik UB nigdy nie poniósł kary. Był autorem scenariusza komiksu pt. Fortuna Amelii z 1986, który narysował Jerzy Wróblewski.
Zmarł 11 marca 2015. Został pochowany na cmentarzu Bródnowskim w Warszawie (kwatera 61A-4-23).

## Sprawa zabójstwa Antoniego i Janiny Żubrydów
28 czerwca 1994 Sąd Wojewódzki w Rzeszowie (sygn. akt II Ko 648/94) unieważnił postanowienia Wojskowej Prokuratury Rejonowej z 12 grudnia 1946 dotyczące umorzenia postępowania wobec śmierci Antoniego Żubryda i jednocześnie dokonał rehabilitacji Żubryda, uznając go za bohatera walczącego o niepodległy byt państwa polskiego.
Pod koniec lat 90. eksperci kryminalistyki na podstawie zdjęć zwłok Antoniego i Janiny Żubrydów ustalili, że zostali oni zastrzeleni znienacka i od tyłu. W prowadzonym wówczas śledztwie Jerzy Vaulin przyznał się do zamordowania Antoniego i Janiny Żubrydów, podając swoją wersję wydarzeń. Został oskarżony przez Prokuratora Rejonowego w Brzozowie o zabójstwo Antoniego i Janinę Żubrydów, zaś proces w tej sprawie toczył się od 18 listopada 1999 przed Sądem Okręgowym w Krośnie. Sąd podjął decyzję o tajności rozprawy, wyprosił z sali przedstawicieli mediów i przychylił się też do wniosku Janusza Niemca o jego uczestnictwo w charakterze oskarżyciela posiłkowego. Po trwającym trzy lata procesie Sąd Okręgowy w Krośnie umorzył postępowanie przeciwko Jerzemu Vaulinowi o zabójstwo małżeństwa Żubrydów z powodu przedawnienia, motywując to nieudowodnieniem przez oskarżyciela (prokuratorem była Aurelia Skiba) aktu, iż oskarżony działał na zlecenie Urzędu Bezpieczeństwa (w złożonych wyjaśnienaich Vaulin twierdził, że zabijając małżeństwo Żubrydów działał w obronie własnej).
Film List do syna (1999) reżysera Iwony Bartólewskiej bazuje na liście, który Jerzy Vaulin przekazał synowi Antoniego i Janiny Żubrydów, Januszowi Niemcowi w którym przyznał się do zabójstwa Żubrydów. Wyświetlenie filmu w Telewizji Polskiej zostało zablokowane przez Jerzego Vaulina, który wniósł, że film jest obarczony wadą prawną, polegającą na tym, że reżyserka nie zapłaciła mu honorarium autorskiego za wykorzystany w filmie utwór literacki, czyli za ten list. Jednocześnie Vaulin w słowach skierowanych do Janusza Niemca przedstawił Antoniego Żubryda jako wojskowego w pozytywnym świetle.
W 2012 roku pion śledczy Instytutu Pamięci Narodowej zajął się umorzeniem sprawy morderstwa na Antonim Żubrydzie i jego żonie. Sprawa ta jest powiązana z procesem innego funkcjonariusza służby bezpieczeństwa, Jerzego R., oskarżonego o zamordowanie byłego żołnierza AK Władysława Urbanka w Odrzykoniu w 1946 r. Według reprezentującego krewnych Urbanka mec. Rajakowskiego to m.in. zeznania R. przyczyniły się do uwolnienia kilka lat temu Jerzego Vaulina od zarzutu zamordowania w 1946 r. małżeństwa Żubrydów. R. potwierdził bowiem zeznania Vaulina, według których ten zgłosił się do UB już po zabiciu Żubryda, tłumacząc, że uczynił to w samoobronie, bo Żubryd – podejrzewając, że jego ludzie są infiltrowani przez UB – miał zacząć ich likwidować. Jerzy Vaulin do ostatnich miesięcy życia utrzymywał swoją wersję zabójstwa Antoniego i Janiny Żubrydów.

## Filmografia
- 1982: Do góry nogami, scenariusz
- 1982: Iluminacja, obsada aktorska
- 1970: Żołnierskie posłanie, reżyseria
- 1970: Surmy zbrojne, realizacja
- 1970: Manewr i ogień, reżyseria
- 1970: Lot, realizacja
- 1970: Spacer, scenariusz
- 1969: Szept, realizacja
- 1969: Strzały pod Arsenałem, realizacja
- 1968: Szyk, reżyseria, scenariusz
- 1967: Tej nocy..., reżyseria, scenariusz
- 1966: Z jasnego nieba, realizacja, scenariusz
- 1966: Testament dla braci Marsjan, reżyseria, scenariusz, scenografia
- 1966: Ślubowanie, realizacja
- 1966: Dylemat, reżyseria, scenariusz, scenografia
- 1966: Czasoprzestrzenie, reżyseria, scenariusz
- 1964: Poligon śmiałków, realizacja
- 1964: Operacja Garda III, realizacja, scenariusz
- 1964: Ogólnopolska Spartakiada XX-lecia PRL, realizacja
- 1963: Odra, reżyseria
- 1957: Trzy bez atu, scenariusz

## Nagrody filmowe
- 1970: Wyróżnienie Ministra Obrony Narodowej za film Żołnierskie posłanie
- 1970: Międzynarodowy Festiwal Filmowy Armii Zaprzyjaźnionych, Berlin – dyplom za film Żołnierskie posłanie
- 1967: Krakowski Festiwal Filmowy – Dyplom Uznania za film Testament dla Braci Marsjan
- 1966: Wyróżnienie Ministra Obrony Narodowej za film Z jasnego nieba
- 1963: Ogólnopolski Festiwal Filmów Krótkometrażowych, Kraków – III Nagroda „Brązowy Smok Wawelski” w kategorii filmów dokumentalnych za film Odra